# 23 (зупинний пункт)
№ 23 (зупинний пункт № 23) — пасажирський зупинний пункт Лиманської дирекції Донецької залізниці.
Розташований неподалік від с. Отрішки, Синельниківський район, Дніпропетровської області на лінії Чаплине — Покровськ між станціями Просяна (5 км) та Чаплине (Придніпровська залізниця) (7 км).
На платформі зупиняються приміські електропоїзди.